# Skovlund (Varde Kommune)
 For alternative betydninger, se Skovlund. (Se også artikler, som begynder med Skovlund)
Skovlund er en by i Sydvestjylland med 549 indbyggere  (2025), beliggende 5 km nordvest for Ansager, 12 km sydøst for Ølgod, 15 km vest for Grindsted og 22 km nordøst for kommunesædet Varde. Byen hører til Varde Kommune og ligger i Region Syddanmark.
Skovlund hører til Skovlund Sogn. Skovlund Kirke ligger i byen.

## Faciliteter
Skovlund Skole fra 1909 blev til Skovlund Friskole i 2012. Friskolen har 106 elever, fordelt på 0.-9. klassetrin, og der er kun enkelte ledige pladser. Der er SFO i den tidligere lærerbolig. Skolen har 11 ansatte.
Skovlund Børnehus er en privat institution med 24 børn på 0-3 år og 50 børn på 3-6 år samt 14 ansatte.
Skovlund Efterskole med 17 ansatte er startet i 1996 og begyndte i 2002 at specialisere sig i sprog (engelsk, tysk, spansk, fransk og kinesisk) med hovedvægt på Cambridge engelsk. Skolen har international 10. klasse.
Skovlund Kro har selskabslokaler til 20-140 personer. Skovlund Kulturhus blev etableret i 2010 og danner ramme om sognearkiv, ungdomsklub, legestue for dagplejere, private fester mv. Huset er ved at få udbygget 1. salen.
Skovlund har købmand og sparekassefilial.
Skovlund-Ansager Hallen ligger i Ansagers nordvestlige udkant, kun 4 km fra Skovlund.

## Historie
Skovlund Andelsmejeri blev startet i 1883. Det brændte i 1897, men blev genopført året efter.
I 1904 beskrives Skovlund således (under Ansager Sogn, som den dengang hørte til): "Skovlund (1554: Skofling) med Skole og Andelsmejeri...Mølbygd. med Mølby Kro; " Det lave målebordsblad fra 1900-tallet viser desuden et forsamlingshus. Skovlund Missionshus blev indviet i 1905.

### Jernbanen
Mølby Station på Varde-Grindsted Jernbane (1919-72) blev anlagt ved mejeriet i Skovlund, men fik navn efter Mølby Kro 1½ km mod sydøst for at undgå forveksling med Skovlunde ved København. Ved stationens omløbs- og læssespor var der svinefold. Fra hovedsporet var der stikspor til et privat pakhus. Syd for stationen var der en transportør over banen mellem silo og kornlager.
Stationsbygningen er bevaret på Syrenvej 15. Et lille stykke af banens tracé er bevaret i Mølby Plantage. Og jernbanebroen over Grindsted Å, hvor Mølby Kro trinbræt lå, er bevaret sammen med 100 m dæmning mod sydøst.